# 穆朗克斯
穆朗克斯（法語：Mourenx，法語發音：[muʁɛ̃ks]）是法国大西洋比利牛斯省的一个市镇，位于该省中东部偏北，属于波城区。

## 地名
该地名“Mourenx”发音为[muʁɛ̃ks]，字母“x”发音，《世界地名翻译大辞典》与《世界地名译名词典》将其误译作“穆朗”。

## 地理
穆朗克斯（43°22'14"N, 0°37'46"W）面积6.34 平方千米，位于法国新阿基坦大区大西洋比利牛斯省，该省份为法国东南部省份，涵盖了贝阿恩与北巴斯克，西临大西洋比斯開灣，北至朗德省，东北接热尔省，东临上比利牛斯省，南与西班牙接壤。
与穆朗克斯接壤的市镇（或旧市镇、城区）包括：拉戈尔、拉乌尔卡德、诺盖尔、奥斯-马尔西永。
穆朗克斯的时区为UTC+01:00、UTC+02:00（夏令时）。

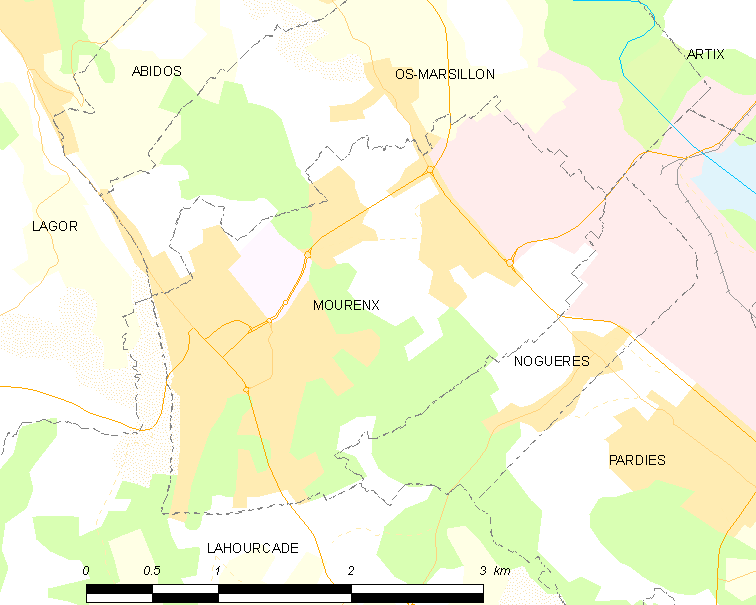
穆朗克斯的OSM定位图

## 行政
穆朗克斯的邮政编码为64150，INSEE市镇编码为64410。

## 政治
穆朗克斯所属的省级选区为贝阿恩中心县，同时也是该县的中央投票站所在地。

## 人口

1962-2008年间穆朗克斯人口变化图示

穆朗克斯于2022年1月1日时的人口数量为5744人。